# Inbus F140
L'Inbus F140 è stato un filobus urbano realizzato nel 1981.

## Caratteristiche

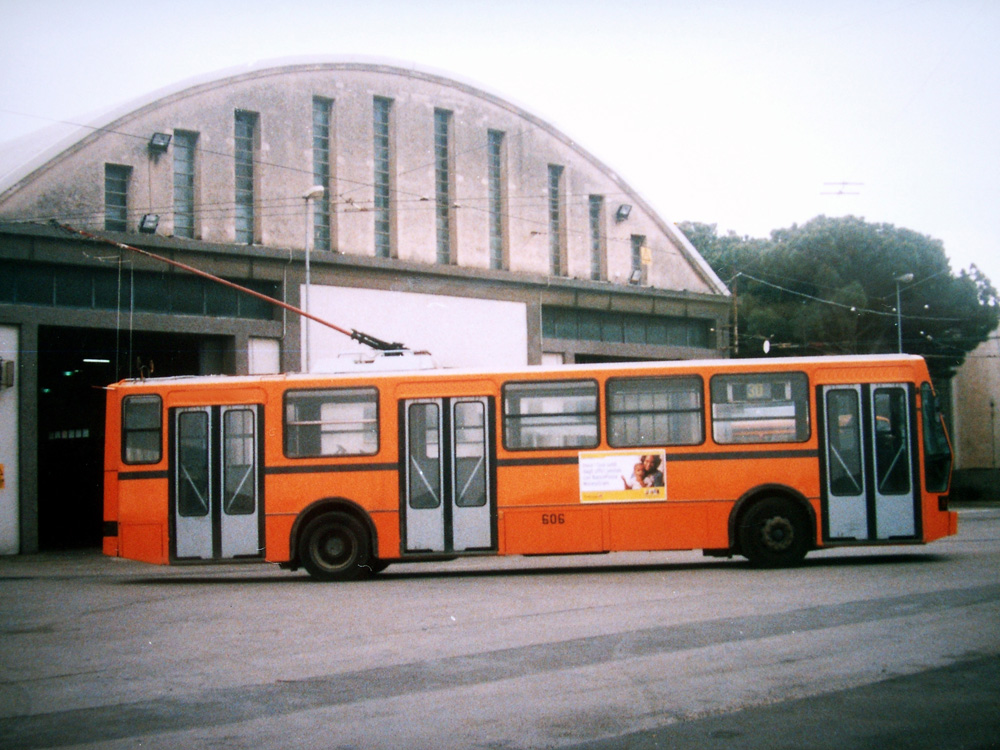
Il filobus F140 da una visuale laterale.

Il F140 è stato l'unico modello di filobus costruito dalla Inbus; derivava sostanzialmente dall'autobus U210, costruito anch'esso dal consorzio negli anni '80, pertanto presentava un aspetto del tutto analogo, con un tettuccio bombato, una linea slanciata e, caratteristica particolare, un piccolo oblò quadrangolare nel lato destro sotto il parabrezza. La guida era posta a sinistra. Il mezzo venne realizzato solamente in versione a tre porte. La parte elettrica era realizzata dalla Magneti Marelli.

## Storia

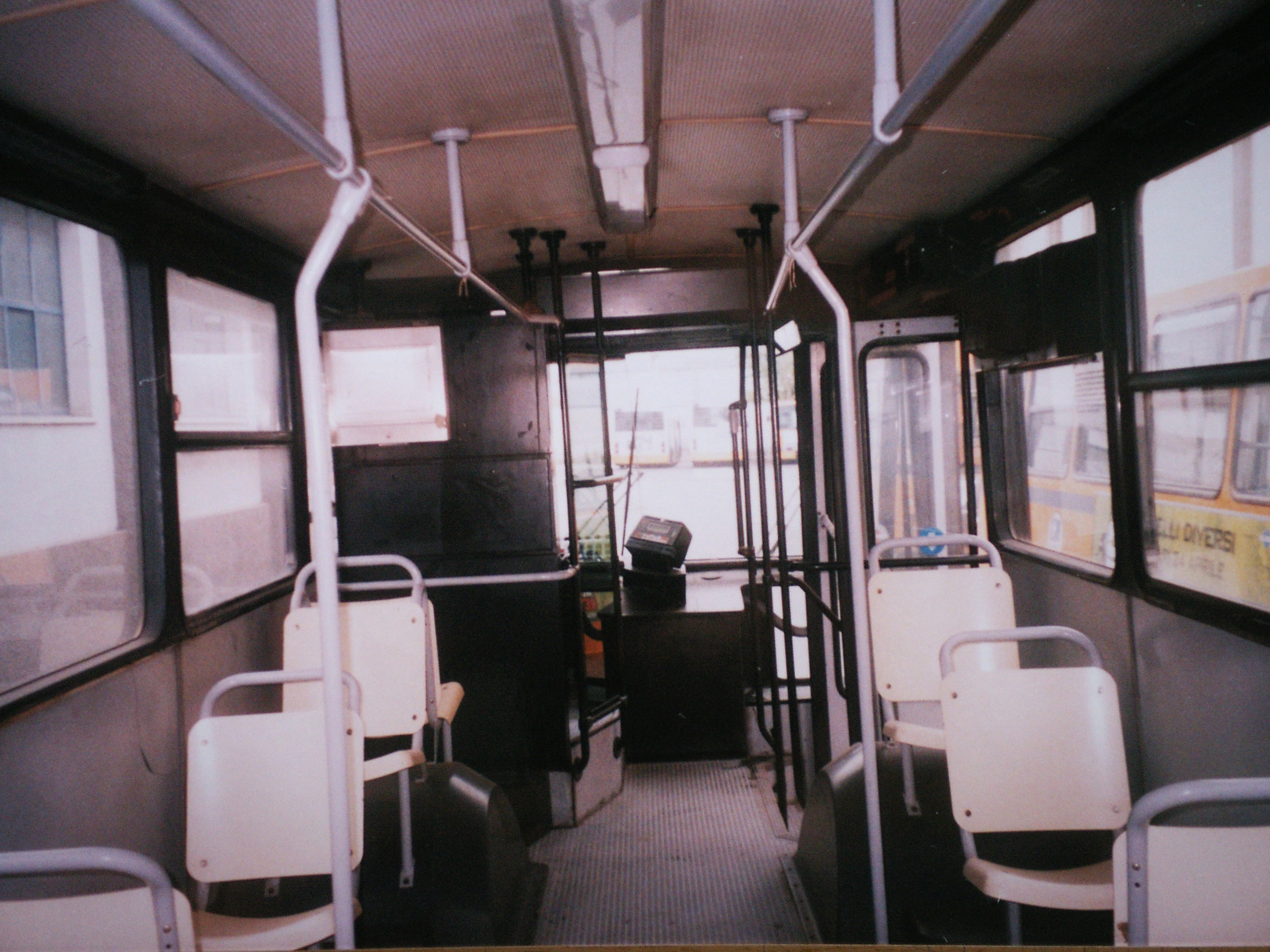
Filobus F 140: vista degli interni

Nel 1981 la ACT (ora CTM), società concessionaria del trasporto pubblico della città di Cagliari, ordinò 15 esemplari di filobus da 12 metri alla Inbus: il modello F140 è dunque nato solo grazie ad una richiesta di prodotti su misura.
Il primo prototipo giunse a Cagliari alla fine del novembre 1981, e fu subito messo in prova sulla Rete Filoviaria cittadina per valutarne le qualità stradali e di guidabilità presso il personale conducente e tecnico dell'Azienda Consorziale Trasporti.
I veicoli, via via sbarcati al Porto di Cagliari nel gennaio 1983, furono immatricolati nella serie 601-615 e impiegati sulle linee 5, C rosso e C nero. Pochi anni dopo, con l'avvento di nuovi filobus dotati di marcia autonoma (Socimi 8839 e 8845), e con la soppressione del servizio filoviario sulla linea 5 nel 1990, furono accantonati tutti eccetto tre: la 606, la 610 e la 614 (quest'ultima dismessa nel corso degli ultimi anni 1990). Con il ripristino, nel 1998, dell'esercizio filoviario sulla linea 5 e col suo successivo allungamento, le vetture 606 e 610 vennero recuperate e dotate di servosterzo; restarono in servizio, come vetture supplementari per gli orari di punta, fino all'inverno del 2003.
Nell'ottobre del 2007 tutti i 15 filobus F140 esistenti, rimasti accantonati presso il deposito CTM, sono stati condotti alla demolizione, avvenuta a pochi km da Cagliari nella primavera del 2008, comportando la perdita di tutti gli esemplari prodotti.

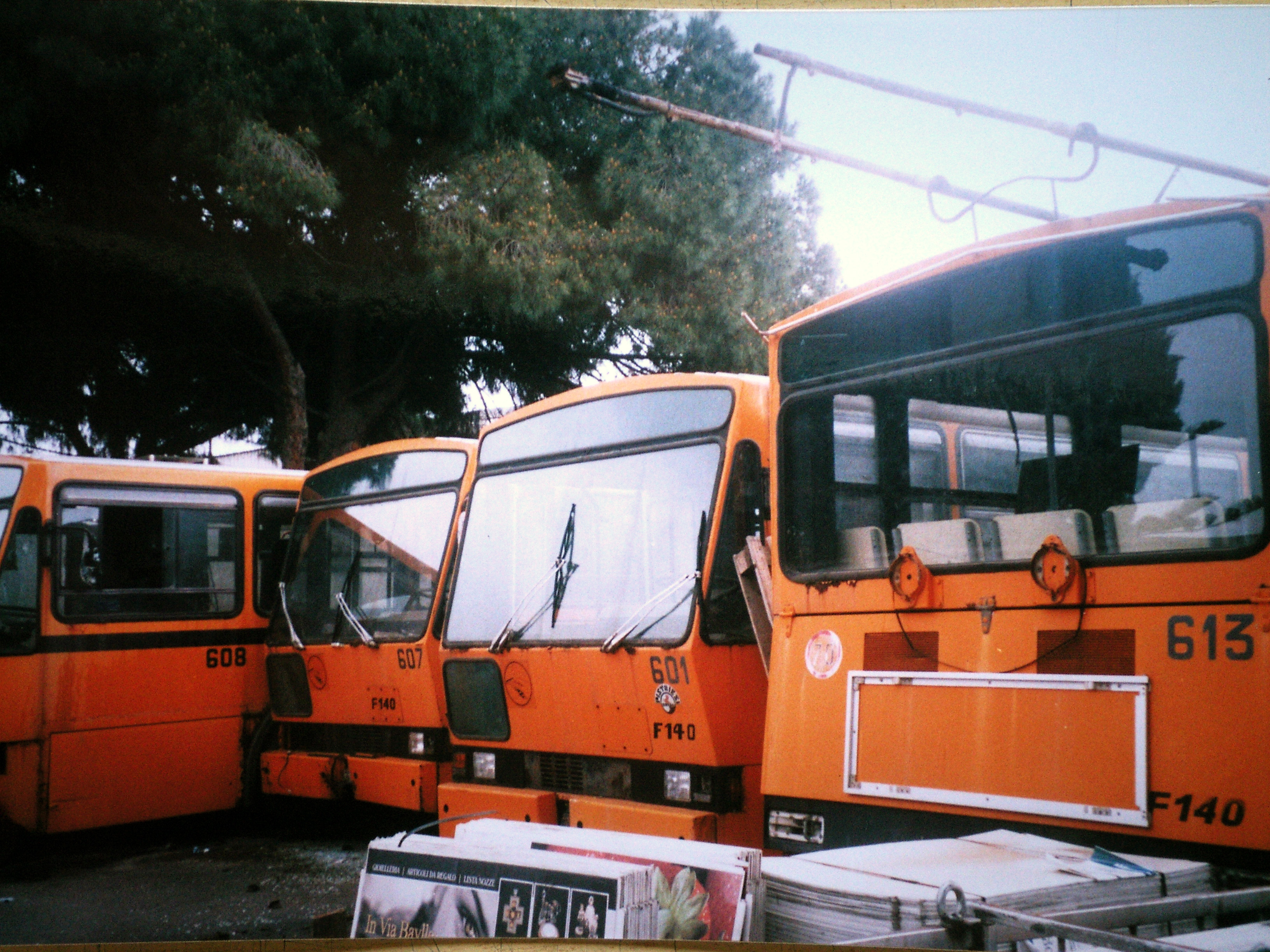
Inbus F140 in accantonamento a Cagliari